# Das Pfandhaus
Das Pfandhaus (Originaltitel: The Pawnshop) ist eine US-amerikanische Filmkomödie aus dem Jahr 1916. Hauptdarsteller dieses Stummfilms ist Charles Chaplin, der zugleich Regie führte.

## Handlung
Chaplin spielt den Gehilfen eines Pfandleihers, der beim Abstauben der Wertgegenstände und beim Putzen der Ladenfassade ständig mit seinem Kollegen in handgreifliche Auseinandersetzungen gerät. Beide konkurrieren nicht zuletzt um die Gunst der hübschen Tochter des Chefs. Angesichts des von ihm gestifteten Chaos kurz vor der Entlassung stehend, erhält der Gehilfe noch eine letzte Bewährungschance am Schalter. Zu seinen Kunden zählen ein pathetischer Millionär, der scheinbar vor dem Ruin steht und sich von seinem Trauring trennen muss, eine Frau, die ihre Zierfische verpfänden will, und ein abgekämpft wirkender Mann, der hofft, für seinen Wecker etwas Bargeld eintauschen zu können. Nach eingehender Untersuchung der Uhr kommt der Gehilfe jedoch zu einem ablehnenden Urteil. Am Ende avanciert er doch noch zum Helden des Tages, indem er einen Juwelendieb überwältigt.

## Hintergrund
Das Pfandhaus ist der sechste Kurzfilm, den Chaplin für die Produktionsfirma Mutual drehte. Die Uraufführung war am 2. Oktober 1916. Der Film begründete Chaplins Zusammenarbeit mit Henry Bergman, der den Pfandleiher spielte, bis 1936 in 20 weiteren Filmen mitwirkte und ein „unersetzliches Mitglied von Chaplins Entourage“ wurde.

## Kritik
Obwohl der Film nur 32 Minuten dauert, ist Das Pfandhaus für Chaplins Biograph David Robinson „unter allen Filmen Chaplins der mit den meisten Ideen“. Aus jeder Requisite kreiert der Künstler einen Gag, wobei die Gegenstände reihenweise zweckentfremdet werden: Ein Kochlöffel wird zur Ukulele, das Mundstück eines Telefons zur Juwelierslupe, eine Teigmangel zum Geschirrtrockner. Ihren Höhepunkt erreicht die Komik der Transposition in der Szene mit dem Wecker, der von Chaplin wie eine Sardinenbüchse geöffnet wird. Die Einzelteile des Uhrwerks zieht er anschließend in der Manier eines Zahnarztes heraus.